# ديليشن بيديا
ديليشن بيديا Deletionpedia ( موسوعة المقالات المحذوفة ) هي أرشيف ويكي إلكتروني يحتوي على مقالات محذوفة من ويكيبيديا الإنجليزية . يتضمن الإصدار الخاص بكل مقالة رأسًا يحتوي على مزيد من المعلومات حول الحذف، مثل ما إذا كان الحذف السريع قد حدث، وأين يمكن العثور على مناقشة الحذف حول المقال وأي محرر حذف المقالة. تم تشغيل ديليشن بيديا Deletionpedia الأصلية في الفترة من فبراير إلى سبتمبر 2008.
تم إعادة تشغيل الموقع تحت إدارة جديدة في ديسمبر 2013.
يستند الموقع إلى ميدياويكي . يعمل الموقع كشيء من "wikimorgue" ؛ حيث يقوم تلقائيًا بجمع المقالات المحذوفة من ويكيبيديا.
بالإضافة إلى الفئات المحفوظة من ويكيبيديا، فإن ديليشن بيديا Deletionpedia لديها فئات خاصة بها للمقالات، بناءً على معايير الحذف.
يتم تنظيم الصفحات حسب الشهر الذي تم حذفها فيه، وعدد المحررين الذين عملوا على الصفحة وطول المدة التي كانت فيها المقالة موجودة على ويكيبيديا.
تنص سياسات الموسوعة ديليشن بيديا Deletionpedia على أنها تتجنب استضافة الصفحات المحذوفة التي تمثل انتهاكًا لحقوق الطبع والنشر والصفحات التي بها مشاكل تشهير خطيرة والصفحات التي لا يزال سجل المراجعة الكامل متاحًا على مواقع Wikipedia الشقيقة والصفحات التي تم تعيينها لإساءة إلى الآخرين.

## النسخة 1

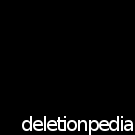
شعار Deletionpedia الأصلي.

جمعت موسوعة الحذف ديليشن بيديا Deletionpedia الأصلية حوالي 63000 مقالة والتي تم حذفها من ويكيبيديا بين فبراير وحتى سبتمبر 2008.
كان هناك ما يقرب من 2000 صفحة يزيد عمرها عن 1000 يوم قبل حذفها.

### زوال
السجل الأخير القابل للعرض م تم التقاطه في 14 يونيو 2012 في Anime Festival Wichita .
ولا يزال المحتوى الأصلي متاحًا للعرض عبر الإنترنت.
وفي عام 2011 ، قام فريق الأرشيف الخاص بجيسون سكوت بحفظ نسخة من موقع الويب باستخدام أدوات WikiTeam وقام بتحميل النسخة إلى مجموعة Internet Archive .

## النسخة 2
الموقع تم إعادة تسجيله من قبل المالك الجديد، كاسبر سورن وبدأت العملية من جديد في كانون الأول / ديسمبر 2013. اعتبارا من مايو 2016 ، فإنه قد جمعت 64,386 صفحات المحتوى.

## مشاريع مماثلة
هناك مشاريع مماثلة للغات ويكيبيديا الأخرى، على سبيل المثال PlusPedia باللغة الألمانية،  PrePedia باللغة البولندية،  wikisage باللغة الهولندية.

## وصلات خارجية
- الموقع الرسمي
- تفريغ Deletionpedia بواسطة WikiTeam (قد يحتوي على أخطاء)